# Bolet de soca
Els bolets de soca són bolets anuals de forma circular, semicircular o en embut o en unglot de cavall; poden tenir cama curta o reduïda a un peu. Poden aparèixer solitaris o en grups reduïts.
Els bolets de soca sempre tenen porus al revers i creixen sobre fusta (rabasses, troncs, branques o arrels). Poden tenir la carn acolorida (bruna, vermellosa) o pàl·lida. Els porus del revers del barret solen ser amples, d’1-2 mm.
Creixen sobre arbres morts o bé sobre arbres vius quan aquests ja estan debilitats per alguna causa (una secada, una inundació, un incendi, arbres atacats per insectes).

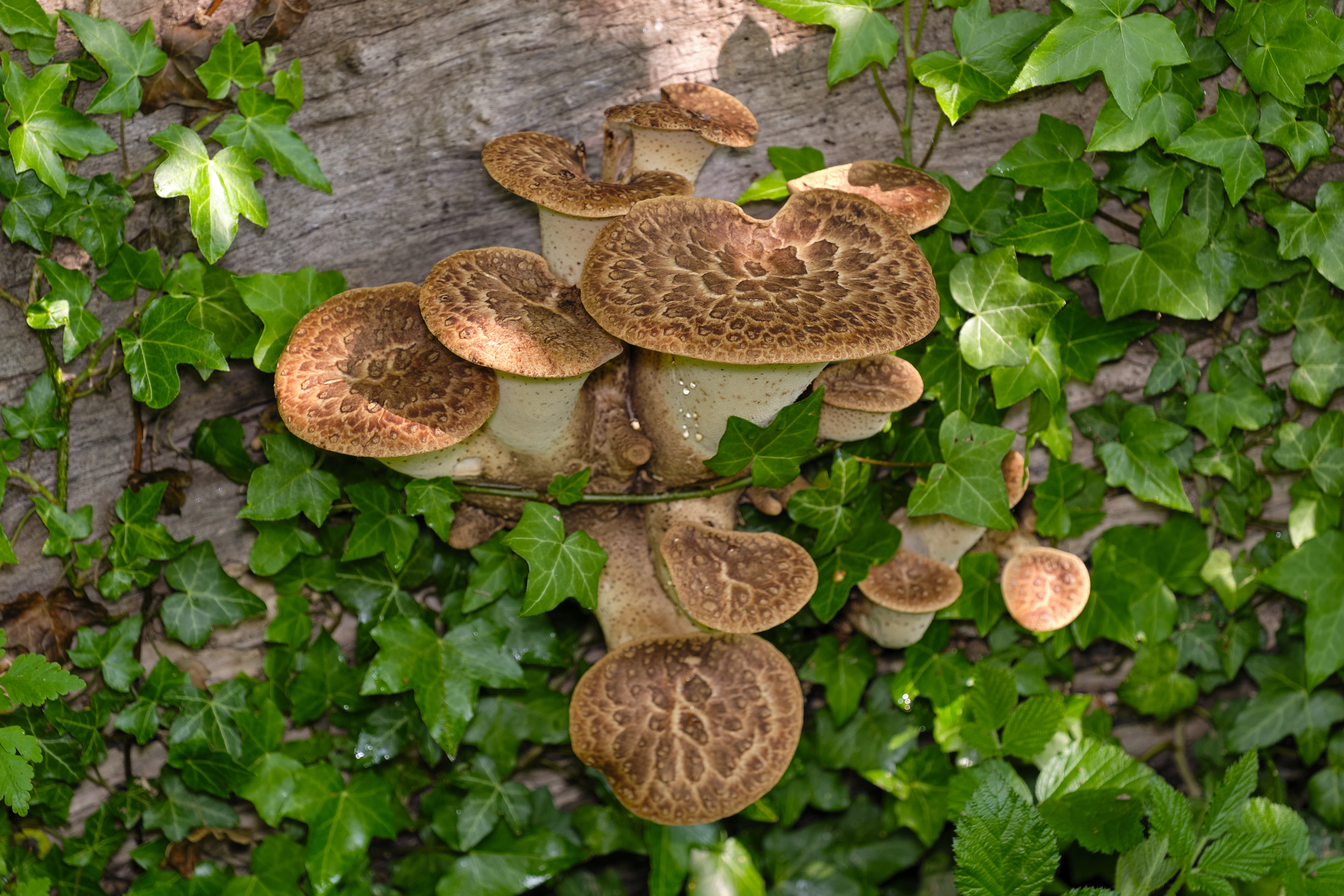
Bolet de soca de noguera (Cerioporus squamosus)

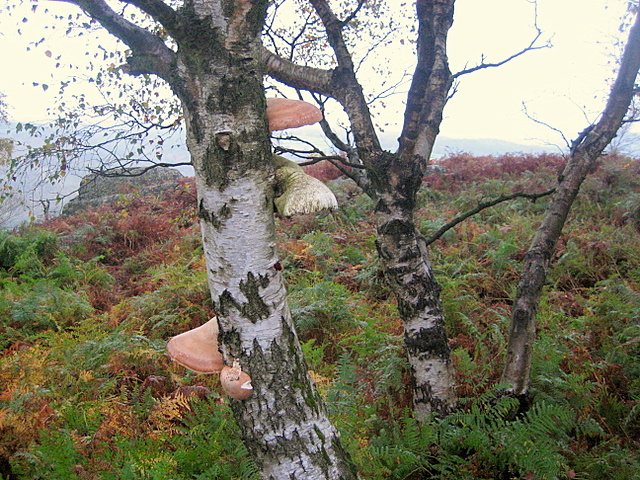
Bolet de soca de bedoll (Piptoporus betulinus)

## Espècies de bolets de soca
Les espècies més corrents de bolets de soca són:
- Cerioporus squamosus, bolet de noguera
- Fistulina hepatica, fetge de vaca
- Ganoderma lucidum, pipa
- Ganoderma carnosum, pipa d’avet
- Inocutis tamaricis, bolet de soca de tamarell
- Inonotus cuticularis, bolet de soca cuticulat
- Inonotus hispidus, bolet de soca vellutat
- Inonotus tamariscis, bolet de soca de tamariu
- Ischnoderma benzoinum, bolets de soca balsàmic
- Ischnoderma resinosum, bolet de soca de faig
- Xanthoporia radiata, bolet de soca de vern
- Piptoporus betulinus, bolet de soca de bedoll
- Polyporus tuberaster, bolet de soca de tubercle
- Pseudoinonotus dryadeus, bolet de soca plorós